# Leptasterias camtschatica
Leptasterias camtschatica is een zeester uit de familie Asteriidae.
De wetenschappelijke naam van de soort werd in 1835 gepubliceerd door Johann Friedrich von Brandt.